# Бончо Бочев
Бончо Николов Бочев е български хоров диригент и педагог. През 30-те години на ХХ в. е учител в София, където създава хора на „Софийските славейчета“, който през 1947 г. прераства в хор „Бодра смяна“. Именно с този хор Бончо Бочев постига световна известност, в потвърждение на която идват многобройните национални и международни награди. С „Бодра смяна“ той изпълнява за първи път произведенията на редица български автори, популяризира активно творбите на световната класическа и модерна музика. Признат е за родоначалник на детското хорово пеене в България.

## Ранни години
Бончо Бочев е роден в семейството учителя Никола Бочев Горидков. Ранните си детски години прекарва в Поликраище, което смята за свое родно място. Гимназиалното си образование получава в Народната държавна гимназия, Велико Търново. През периода 1920 – 1922 завършва педагогическото си образование в Бяла черква. След това е учител на различни места в България, преди да се засели окончателно в София. Като учител по музика в училище „Антим I“, Бончо Бочев създава към училището детски хор, който бързо придобива известност под името „Хор на софийските славейчета“, на чиято основа по-късно е създаден хор „Бодра смяна“.
Извън хоровата си дейност, Бончо Бочев е изтъкнат педагог. Заедно с творци като Борис Тричков е един от основоположниците на ранното музикално образование в България – изучаването на солфеж, хорово пеене и т.н. Близкото приятелство между Бончо Бочев и Добри Христов ражда едни от най-добрите образци на българската хорова музика.
След политическите промени, настъпили в България през 1945 година, хорът, ръководен от Бончо Бочев получава сегашното си име „Бодра смяна“, което носи и днес.

## Бончо Бочев и „Бодра смяна“
Дейността на Бончо Бочев като творец и музикант неизбежно се свързва с хор „Бодра смяна“. С този хор Бочев достига върха на своето творчество и като музикант, и като педагог. Специално с „Бодра смяна“ Бочев за първи път в музикалната история на България извежда детското хорово пеене до нивото на високото певческо майсторство – традиция, продължена от неговите приемници в лицето на Лиляна Бочева, Христо Недялков, Захари Медникаров и др.
За първи път Бончо Бочев и „Бодра смяна“ изпълняват творби на български композитори – Георги Димитров, Филип Кутев, Любомир Пипков, Тодор Попов, Светослав Обретенов и др., като много от тях са написани специално за хора. Въвежда се изпълнението на произведения от световната класика – Клаудио Монтеверди, Йохан Себастиан Бах и др. Близки контакти с Бончо Бочев имат творци като Золтан Кодай, Дмитрий Шостакович, Дмитрий Кабалевски, Бенджамин Бритън, творбите на тези композитори, някои специално написани, присъстват неизменно в репертоара на „Бодра смяна“.
Заедно с „Бодра смяна“ Бончо Бочев получава признание за творчеството си като лауреат на множество международни награди.